# 가번 오헐리히
개븐 오헐리히(영어: Gavan O'Herlihy, 1951년 7월 29일 ~ 2021년 9월 15일)는 아일랜드의 배우이다.
더블린에서 태어났으며 사망원인은 불명이다.

## 출연 작품

### 영화
- 디센트: Part 2 (2009년) - 베인즈 역
- 탑 오브 더 월드 (1997년)
- 슈터 (1995년)
- 스타 트렉 - 보이저: 케어테이커 (1995년)
- 추적자 (1994년)
- 샤프의 이글 (1993년)
- 초원의 꿈 (1991년)
- 돌아오지 않은 Kal 007기 (1989, Coded Hostile)
- 적색 테러 (1989년)
- 윌로우 (1988년)
- 특공대작전 2 - 재편성 부대 (1985년)
- 데스 위시 3 (1985년)
- 비밀결사(영어판) (1983년)
- 슈퍼맨 3 (1983년) - 브래드 역
- 007 네버 세이 네버 어게인 (1983년)
- A Death in Canaan (1978)
- 야망의 계절 (1976년)
- 헤피 데이스 (1974년)